# ジーン・ピーターズ
ジーン・ピーターズ(Jean Peters,1926年10月15日 - 2000年10月13日)はアメリカ合衆国オハイオ州出身の女優である。

## 来歴
美人コンテストでミス・オハイオに選ばれたことがきっかけで、ハリウッドに移り1947年に映画デビュー。1950年代半ばまでに数多くの映画に出演し人気を博した。しかし1957年にハワード・ヒューズと結婚し引退した。1971年に離婚後、テレビに数本出ている。2000年に白血病で死去した。

## 主な出演作品
- 征服への道 - Captain from Castile (1947)
- 海の呼ぶ声・ディープ・ウォーター - Deep Waters (1948)
- 春の珍事 - It Happens Every Spring (1949)
- ギャングと歌手と殺人 - Love That Brute (1950)
- 素晴らしき哉、定年 - As Young As You Feel (1951)
- 女海賊アン - Anne of the Indies (1951)
- Take Care Of My Little Girl (1951)
- 革命児サパタ - Viva Zapata! (1952)
- 人生模様・最後の一葉 - O. Henry's Full House  (1952)
- ジャングルの逃亡者 - Lure of the wilderness (1952)
- Wait Till The Sun Shines (1952)
- ヴィッキー・美人モデル殺人事件 - Vicki (1953)
- 拾った女・南通りのスリ - Pickup on South street  (1953)
- ナイアガラ - Niagara  (1953)
- 殺人の青写真 - Blue Print For Murder (1953)
- 愛の泉 - Three Coins in The Fountain  (1954)
- 折れた槍 - The Broken Lance (1954)
- アパッチ - Apache (1954)
- ピーターと呼ばれた男 - A Man Called Peter (1955)